# Turistická značená trasa 0156
 Turistická značená trasa 0156 je 15 km dlouhá červeně značená trasa Klubu českých turistů v okrese Pelhřimov spojující Pelhřimov s Novým Rychnovem. Její převažující směr je jihovýchodní.

## Průběh trasy
Turistická trasa má svůj počátek na Masarykově náměstí v Pelhřimově, kde přímo navazuje na stejně značenou trasu 0144 ze Želivi. Průchozí je zde modře značená trasa 1293 z Červené Řečice, na kterou zde přímo navazuje trasa 1258 do Pacova, a zeleně značená trasa 3359 rovněž ze Želivi do Batelova. Výchozí je zde žlutě značená trasa 6358 do Putimova.
Trasa vede městskými ulicemi přibližně jihovýchodním směrem k městskému hřbitovu a podél jeho zdi mimo intravilán města. Poté mírně stoupá jihovýchodovýchodně luční pěšinou, případně nevelkými lesíky ke kótě 606 m jižně od Řemenova. Překačuje silnici Řemenov - Putimov a pokračuje nadále po pěšině střídavě lesy a loukami k samotě Na Nivách, kde se nachází rozcestí se zde končící žlutě značenou trasou 6358 rovněž z Pelhřimova. Pěšinou vede lesem k potoku Olešná a proti jeho proudu stoupá jihovýchodním směrem do Proseče pod Křemešníkem. Po průchodu vsí pokračuje trasa po zpevněné komunikaci k chatové osadě jihovýchodně od ní a poté lesem přes Kladinský potok na rozcestí Sluneční paseka, kde vstupuje do souběhu s okružní zeleně značenou trasou 3384 propojující vrchol Křemešníku s dalšími turistickými lokalitami. Trasy společně stoupají lesní pěšinou ke kapli svatého Jana Křtitele, kde souběh končí. Odtud stoupá trasa 0156 již samostatně podél křížové cesty na samotný vrchol Křemešníku. Na zdejším rozcestí se kříží jednak opět s okružní trasou 3384, jednak s modře značenou trasou 1265 z Humpolce do Kamenice nad Lipou, žlutě značenou trasou 6359 ze Zajíčkova, na kterou přímo navazuje shodně značená trasa 6422 na Javořici. Rovněž je zde výchozí a koncový bod Naučné stezky Křemešník. Z vrcholu Křemešníku klesá trasa 0156 lesní pěšinou jihovýchodním směrem a poté zpevněnou lesní cestou směrem východním k silnici Sázava - Vyskytná, po jejím překřížení vede lesními cestami a pěšinami různých kvalit ke kótě 682 m, od které klesá pastvinou jihovýchodním směrem k silnici II/133. Po ní vstupuje do Nového Rychnova, v jehož centru se nachází rozcestí se zde výchozí modře značenou trasou 1260 do Horní Cerekve. S ní vede trasa 0156 v souběhu na jihovýchodní okraj obce, kde končí. Přímo zde na ní navazuje rovněž červeně značená trasa 0532 do Jihlavy.

## Turistické zajímavosti na trase
- Objekty městské památkové rezervace Pelhřimov
- Přírodní rezervace Křemešník
- Zázračná studánka v úbočí Křemešníku
- Kaple svatého Jana Křtitele v úbočí Křemešníku
- Křížová cesta v úbočí Křemešníku
- Větrný zámek na Křemešníku
- Kostel Nejsvětější Trojice na Křemešníku a přilehlé stavby
- Naučná stezka Křemešník
- Turistická chata na Křemešníku
- Rozhledna na Křemešníku
- Zámek Nový Rychnov
- Kostel Nanebevzetí Panny Marie v Novém Rychnově